# Городовенко, Нестор Феофанович
Нестор Феофанович Городовенко (8 ноября 1885, Венславы, Полтавская губерния — 21 августа 1964, Монреаль, Канада) — украинский хоровой дирижёр, художественный руководитель капеллы «Думка», заслуженный артист УССР.

## Биография
Родился в Венславах, Полтавской губернии (ныне Лохвицкий район Полтавской области).
В 1907 году окончил Глуховский педагогический институт, работал в учебных заведениях в разных городах: Лохвица, Переяслав, село Ольгополь (теперь Винницкая область), где преподавал пение и руководил хорами.
Начиная с 1917 года Нестор Городовенко вёл деятельность в Киеве. Сначала преподавал во второй украинской гимназии, затем стал руководителем хоров университета и Всеукраинского учительского союза. В 1919—1937 годах — художественный руководитель и главный дирижёр капеллы «Думка», в 1937—1942 годах дирижёр украинского ансамбля песни и пляски.
Летом 1920 года с Первой странствующей капеллой Днепросоюза провел большое гастрольное турне по городам и селам Левобережной Украины, дав 31 концерт.
Творческую деятельность Городовенко сочетал с педагогической. Преподавал в Киевском музыкально-драматическом институте им. Н. В. Лысенко (с 1930 года), руководил его дирижёрским отделением.
С 1949 года вёл деятельность в Канаде, где был руководителем хора в Монреале.

## Награды и звания
- Заслуженный артист Украинской ССР
- Орден «Знак Почёта» (23.03.1936) — «за выдающиеся заслуги в деле развития украинского оперного искусства, украинской музыки, песни и танцев»